# Entertainment Software Association
Entertainment Software Association (ESA) — асоціація виробників ПЗ і відеоігор. Сформована в квітні 1994 року під назвою Interactive Digital Software Association (IDSA) і перейменована в ESA 16 липня 2003 року. Розміщується у Вашингтоні.
Членами ESA є більшість великих видавничих компаній (або їх дочірніх структур в США) в ігровому бізнесі, такі як Atari, Capcom, Disney Interactive Studios, Eidos Interactive, Electronic Arts, Konami, Microsoft, Midway Games, Namco Bandai, Nintendo, SEGA, Sony Computer Entertainment, Square Enix, Take-Two Interactive, THQ та WildTangent.
Програма ESA включає:
- Проведення щорічної виставки  E3 (E3 Media and Business Summit, спочатку Electronic Entertainment Expo)
- Підтримка Entertainment Software Rating Board (ESRB) - організації, яка присвоює вікові рейтинги відеоіграм.
- Боротьба з  піратством
- Боротьба з цензурою і регулюванням відео та ігрової індустрії на урядовому рівні.

Засновником і першим керівником ESA був Дуглас Ловенштайн (англ. Douglas Lowenstein). 17 травня 2007 на цій посаді його змінив американський політичний діяч Майкл Галахер (англ. Michael Gallagher). Асоціація є членом  Міжнародного альянсу інтелектуальної власності.

## Список членів Entertainment Software Association
Жирним шрифтом виділені кампанії, перераховані серед членів Entertainment Software Association на офіційному сайті.
23 травня 2008 компанії Activision, Vivendi Universal, LucasArts і id Software припинили своє членство в ESA.
| Компанії, чиї відділення є членами Entertainment Software Associatio            |
| ------------------------------------------------------------------------------- |
| The 3DO Company • New World Computing • Cyclone Studios • Archetype Interactive |

| Atari |
| --- |
| Accolade • Beam Software • FormGen • Gremlin Interactive Ltd. • GT Interactive • Hasbro Interactive • Infogrames Entertainment • Medalist International • MicroProse • Ocean • Spectrum HoloByte |
| Disney Interactive Studios |
| Disney Interactive • Buena Vista Interactive • Walt Disney Computer Software, Inc. |
| Capcom |
| Eidos Interactive |
| Core Design • Domark • U.S. Gold |
| Electronic Arts |
| Bullfrog • Crack dot Com • EA Games • EA Mythic • EA Sports • EA Sports BIG • Maxis • Origin • Westwood Studios                                                                                  |
| Her Interactive |
| Konami Digital Entertainment |
| Microsoft Corporation |
| Midway Games, Inc |
| Namco Hometek, Inc |
| Nintendo |
| NovaLogic, Inc |
| SEGA |
| Sony Computer Entertainment |
| Psygnosis |
| Square Enix, Inc |
| Take-Two Interactive Software, Inc |
| THQ, Inc |
| Rainbow Arts |
| Ubisoft Entertainment |
| Blue Byte • Brøderbund • The Learning Company • MECC • Microïds • Mindscape • The Software Toolworks •                                                                                           |
| Warner Bros. Interactive Entertainment, Inc |
| Monolith Productions |
| Wild Tangent |